# アクティヴレイド -機動強襲室第八係-
『アクティヴレイド -機動強襲室第八係-』（アクティヴレイド きどうきょうしゅうしつだいはちがかり）は、プロダクションアイムズ制作による日本のテレビアニメ作品。2016年1月 - 3月に第1期が放送され、同年7月から9月まで第2期『アクティヴレイド -機動強襲室第八係- 2nd』（アクティヴレイド きどうきょうしゅうしつだいはちがかり セカンド）が放送された。

## 概要
創通・フィールズ・フライングドッグの3社共同プロデュースによるオリジナルアニメ作品。
流砂でビル群の一部が泥に沈む災害「第三次流砂現象」から復興しつつある近未来（西暦2035年）の東京を舞台として、パワードスーツ「ウィルウェア」を悪用する犯罪者に、同じくウィルウェアを使用して対抗する警視庁の特殊部隊「機動強襲室第八係」（通称・ダイハチ）の戦いを描く。
ウィルウェアや機動強襲指揮車両をはじめとする各種メカニックはオレンジによる3DCGで描かれているが、対象や状況によってはアニメーターによる旧来の手描きも併用されている。
前述したように2シーズンでの放送となっているが、総監督の谷口悟朗によれば、分割2クールではないとのこと。また、後述するように普段はアニメを見ない一般人も対象とするため、アニメファンへの告知やグッズには特化していない。Twitterなどで自発的に宣伝に協力してくれるアニメファンたちのおかげで後述するイベントやインターネットラジオが急遽決まったこともあり、彼らがいなければ2クール目は制作できなかったかもしれないと、谷口は1クール目の放送終了後に感謝の弁を述べている。

## 製作
| 原作                 | 創通、フィールズ フライングドッグ                          |
| 監督                 | 谷口悟朗（総）、秋田谷典昭 福島利規（副）                  |
| シリーズ構成         | 荒川稔久                                                   |
| キャラクターデザイン | 佐伯俊（原案） 西田亜沙子（アニメーション）                |
| アクション監督       | 山根まさひろ                                               |
| メカデザイン         | 森木靖泰、谷裕司、鈴木勘太                                 |
| コンセプトデザイン   | 寺岡賢司                                                   |
| 美術監督             | 池田繁美、丸山由紀子                                       |
| 美術設定             | 池田繁美、大久保修一 友野加世子                            |
| 色彩設計             | 横山さよ子                                                 |
| 撮影監督             | 江間常高                                                   |
| 3DCG                 | オレンジ                                                   |
| CGディレクター       | 都田崇之                                                   |
| 編集                 | 武村英紀                                                   |
| 音響監督             | 明田川仁                                                   |
| 音楽                 | 中川幸太郎                                                 |
| 音楽制作             | フライングドッグ                                           |
| 音楽プロデューサー   | 石川吉元、福士洋介                                         |
| プロデューサー       | 梅田和沙、沢田朋久（第1期） 尾塚敬宣（第2期）、尾留川宏之  |
| プロデューサー       | 黄樹弐悠（アニメーション）                                 |
| アニメーション制作   | プロダクションアイムズ                                     |
| 製作                 | ACTIVERAID PARTNERS （創通、フィールズ、フライングドッグ） |

### 企画
創通・フィールズ・フライングドッグからオリジナル企画の相談をされた谷口悟朗が各社の要望を調整してまとめたものが、本作の企画の大元となった。それをテレビアニメとして制作しようというところから始まった本作に、全体の面倒を見てほしいということで総監督を担当することになった谷口は、各社の要望をまとめやすくするためにもチームものにしたいと考えた結果、警察もので主人公たちの捜査権が最初から限られている実験部署が良いという形に落ち着いた。
谷口は、本作までの作品ではテロリスト側ばかりを描いてきたが、初めて体制側を描く本作では体制側ゆえに現状維持でいいため、主人公たちがしょっちゅう飲み会をやっていることにもつながった。エンターテインメントとしての要素が必要という話になった当初、それが巨大ロボではないと考えた谷口は、一般人も対象にするためにどこかで見たことがある記号を意図的に使おうと、パワードスーツとして理解できるウィルウェアが生み出されることになった。そのため、作中時代も企画当時から見た近未来（2035年）に設定されている。
本作の制作に際し、アニメーション制作を手がけるプロダクションアイムズの公式サイトで「きちんとしたテレビシリーズを作る」と宣言した谷口は、毎週気楽に楽しめるスタイルにこだわったため、脚本を複数の脚本家に依頼したり、次回予告も初めてノータッチとなったが、それらについても責任は取るという。本作ではドラマの要素は映像の影に隠そうと考えており、声優にもその旨は伝えている。
監督の秋田谷典昭は『ガン×ソード』（2005年放送）をはじめとする数々の谷口作品に参加してきたが、一旦は離れるもいつかまた一緒に仕事がしたいと思っていたところ、彼が総監督の企画があるとプロダクションアイムズから聞き、すぐに飛びついた。

### 構成
本作の企画がシリーズ構成の荒川稔久に届いたのは、彼が2013年にプロダクションアイムズ制作の『俺、ツインテールになります。』を担当していた前後のことだった。かつて担当したスーパー戦隊シリーズ第28作『特捜戦隊デカレンジャー』（2004年放送）のような作風を依頼された荒川は、久々の警察ものを楽しみにしながら企画書に目を通したが、この時点ですでに時代や舞台の設定、組織の人員などは企画書にかなり固まっていたため、その意味ではやりやすかったという。素材としての面白味に加え、舞台設定とキャラクターに膨らませる余地を感じ、キャラクターの立場をいじったことで、役職が入れ替わった者もいる。この結果に荒川は、「アニメならではという感じが出たのではないかな」と分析している。
谷口と組むのは本作が初であり、彼の過去作品の印象から「痛快にやっていい」と信じられるようになるまで約2か月はかかったうえ、当初に執筆したのはハードな内容だったが、「もっと痛快に」と要請されて書き直した結果、各話に必ず1つ、さまざまな形で「痛快な見どころ」が用意されることになった。
キャラクターを物語の潤滑剤として、「小難しい要素も入れたい」という谷口の要望に応えられたのは、アニメーションキャラクターデザインの西田亜沙子の功績が大きいという。小難しい要素をやりすぎないように気を付け、谷口との相談でだんだん積み重ねながら形にした荒川は、谷口の「どこから見ても面白いうえ、最初から見ても物語のつながりで二度楽しめるようにしたい」という1話完結の提案に応えたが、当初は1クールものになる予定であり、「裏設定的なものも含めて広げられるだけ広げて回収できなかったものは、第2期が制作できるならそっちで」というゆるさだった。それゆえ、2クールと決定した後は各話の密度を上げるため、2クール目へ回された要素もあるという。

### アニメーション制作
監督の秋田谷は、サブキャラクターの設定を担当すると共に、1クール目は作品を俯瞰して見るために絵コンテを描かず、各話数の演出でさばけない仕事を担当するなど、制作現場の取り回しや小ネタを担当したが、実際に回したそこが想像以上に何も頼れない状況であることに気付き、原作の無いオリジナルゆえの大変さも痛感したという。色彩も含めてメリハリのある画面にしたい秋田谷は、ウィルウェアを装着したキャラクターを映す際に瞳の中の処理を何パターンもテストし、いかに映えさせるか試行錯誤を重ねたほか、プロダクションアイムズは若いスタジオゆえに「エピソードのメインとなるキャラには、スケジュールが少し押しても修正を入れたい」と相談してくる子が多く、「作品を少しでも良くしたい」という制作には「何かあれば責任を取るので、納得するまでやってほしい」とバックアップを行うなど、チームとして成長していることを実感した。
メカものを単独で制作できるスタジオは今やほとんど存在しないため、オレンジのノウハウを借りて可能な限り任せた結果、アドリブでアクションやカメラワークをやってもらえたうえ、スケジュールギリギリまで折衝してくれたため、秋田谷は「スタッフ全員で作っている作品なんだな」と改めて思ったという。オレンジの3DCGは、谷口の「指導しなくちゃいけないかな」との覚悟をいい意味で裏切り、基礎的な打ち合わせだけで彼の要求をかなり満たした。第1話でウィルウェア装着者2人がそれぞれ警察手帳を出すカットは手違いから谷口が指示を出す前に制作されたが、上がってきたカットにはオレンジなりに2人の性格を踏まえた別々の芝居付けがされていたため、その出来を見た谷口には特撮のスーツアクターに例えて高評されている。オレンジもシリーズ構成が特撮作品で知られる荒川であることを当初から意識しており、「特撮感のあるCGカットになるように心がけた」という。また、バーチャルキャラクター「Liko」のキャラクター制作についても委ねられており、テレビアニメ『艦隊これくしょん -艦これ-』などで経験を積んだノウハウが注ぎ込まれ、キャラクターモデルは最初に作成されたという。

### 劇伴制作
ほとんどの谷口作品で音楽を担当してきた中川幸太郎は本作でも音楽を担当しており、自身をして「最高傑作」と言わしめた。話の流れになっている注文に応じる一方、「今までと違うものを作りたいのかな」と感じた中川は、「とにかくツカミがある曲を作ろう」とイントロが長めの曲を多く作ったが、警察ものということはあまり意識せず、チームプレーみたいなものを最初のイメージに置いたという。
最初のキービジュアルに『踊る大捜査線』のような熱いやり取りを感じ、メインテーマのつもりでPV用の音楽を作ったが、感想は振るわなかったうえに「メインテーマとしてはもっと明るくてスポーツ的で、メジャーな感じにするように」と改めて依頼され、なかなかできずに後回しにして他の曲を作っていく中、今のメインテーマに辿り着いた。先にPV用を作って感想を聞けたのはありがたかったそうで、「もしあのまま一気に作っていたら、全体的に重苦しい感じになっていた」という。
オーケストラだけでなくデジタル音も使って作った軽やかな楽曲を「戦隊シリーズみたい」と意見されたこともあったが、同シリーズでは連綿と続くフォーマットの流れに乗って作るため、「好き勝手に作った本作の楽曲は本作用だ」と思っている。レコーディングミュージシャンは、トランペットにエリック・ミヤシロ、サックスに本田雅人、トロンボーンに中川英二郎を揃えたが、40曲ぐらい作る中で「自分1人でやっていると偏っているんじゃないか」と心配になり、彼ら以外にも色んなミュージシャンに参加してもらったほか、編成的にも普通なら頼めないようなホールで録音するなど、なかなか試せないことができたので、「前からやりたかったことをほとんどやってしまった」という。

## プロモーション
マスコミへの制作発表は2015年10月10日に行われ、メインスタッフ、公式サイト、ティザービジュアルがそれぞれ公開された。
それ以降、2015年10月23日にはPV第1弾、メインキャスト、キャラクター設定画が、同年11月5日には追加キャスト、オープニングテーマ、エンディングテーマが、同年12月4日にはさらなる追加キャスト、TOKYO MXの放送開始日時、先行上映イベントの告知が、同年12月10日には分割2クール放送であることやバーチャルキャラクター「Liko」の声優が、同年12月20日には各局放送日時、PV第2弾、CD詳細、エンディングテーマのミュージッククリップが、それぞれ公開された。
2015年12月25日にはヒューマントラストシネマ渋谷で先行上映イベントが行われ、メイン声優やメインスタッフが登壇して舞台挨拶を行ったほか、円谷プロダクションの制作による実物大ウィルウェアが登場した。同年12月30日にはコミックマーケット89の企業ブースに本作が出展され、展示物や映像などが公開されたほか、コスプレコンパニオンや実物大ウィルウェアが登場した。
2016年1月4日には吉祥寺駅が本作の広告で埋め尽くされ、同年1月6日には渋谷モディのソニービジョン渋谷へLikoが登場した。
2016年1月29日には翌日劇場公開の実写映画『さらば あぶない刑事』とのコラボレーションイラストが、公式サイトにて期間限定公開された。
2016年2月19日には警視庁生活安全部とのコラボレーション仕様の万引き防止ポスターが発表され、同年2月下旬から東京都内各所に掲示された。
2016年3月11日には警視庁生活安全部とのコラボレーション仕様の万引き防止ムービーが発表され、東京都内各所の街頭ビジョンで上映された。
2016年7月3日には豊洲PITにてBD/DVD発売記念イベントが、昼夜2部構成で開催された。

## 評価
ティザービジュアルが発表されると、それと同時に発表された総監督の谷口悟朗やアニメーションキャラクターデザインの西田亜沙子などの名と共にインターネット上で期待の声が上がったことを報じたおたぽるには、公式サイトのイントロダクションから「どこか『機動警察パトレイバー』を思わせる」と評されている。
鉄道やアニメにも造詣が深いファッションモデル・タレントの市川紗椰には、「ストーリーが秀逸な谷口悟朗氏の久々の新作オリジナル」と評されている。
主人公・黒騎猛を演じる声優・島﨑信長には、「ダイハチ視点で進行する『チームのドラマ』」と評されている。
アキバ総研が運営するアニメポータル「あにぽた」で2016年1月28日から同年2月21日まで実施していた投票企画「2016冬アニメ実力人気投票」では、第10位を記録している。
創通が発表した2016年8月期の第2四半期累計の連結業績では、『機動戦士ガンダム 鉄血のオルフェンズ』（2015年 - 2016年放送）と本作が営業益8%増益に寄与したという。
カドカワが発表した「2016年夏アニメの視聴意向」の調査結果では、第6位を記録している。

## あらすじ

### シーズン1
2035年の東京。第三次流砂現象によって泥に沈んだ東部の復興が進むそこで、パワードスーツ「ウィルウェア」を用いた凶悪犯罪に対処すべく、警察庁警備局は吉祥寺分室に第五特別公安課第三機動強襲室第八係、通称「ダイハチ」を新設した。ダイハチのメンバーは、さまざまな法的制約としがらみに縛られながら、知恵と勇気と口八丁で対処していく。
こうしてダイハチは数々の事件を解決していくが、それらの裏には日本社会に混乱を起こそうと画策する犯罪集団「ロゴス」の存在があった。やがてダイハチの捜査で判明したロゴスの正体は少年・ミュトスを中心とする少数だったが、インターネットを介して暗躍する彼の手腕は、ダイハチはおろか日本の政治基盤やライフラインすら手玉に取るものであり、一時は事態を危惧した諸外国による軍事介入すら危ぶまれる事態にまで発展する。しかし、ミュトスの悲惨な過去を知ったダイハチによる尽力や、清濁併せ呑む日本政府による超法規的措置もあり、ミュトスが投降して事態は収拾する。

### シーズン2
サミット開催に向けた「宇宙エレベータープロジェクト」が急ピッチで進む東京。ダイハチはロゴスによるテロから日本を救ったことで、今や日本中の注目を集める存在となっていた。しかし、ウィルウェアを悪用した犯罪は、その後も無くならない。円やあさみが去ったものの一癖のある新メンバーを迎えた黒騎たちダイハチの面々は、今日も知恵と勇気と口八丁、そして新たに成立した民間警察の協力を得て、凶悪事件に挑む。
やがてダイハチは事件を解決していく中、それらの裏で超法規的措置によって海外に逃亡していたロゴスのメンバーであるバ－ドこと八条と、彼と手を組んでいた東京都知事にしてダイハチの旧知でもある稲城が暗躍していることを突き止める。一時は証拠不十分で逮捕をまぬがれた稲城は、サミットの際にダイハチに協力したミュトスによって過去の犯罪を暴露され、逮捕される。その直後、八条によって爆薬を搭載された人工衛星が軌道を外れ、関東地区を標的としたテロが行われる。しかし、ダイハチや統合自衛隊、民間などの総力を結集した決死の作戦によって人工衛星は破壊され、その隙に逃亡を図った八条も逮捕され、事態は収拾する。

## 登場人物
特記の無いものは公式サイトでの記述による。
声優陣は総監督の谷口悟朗だけが最終決定を下したわけではなく、音響監督の明田川仁などと意見を持ち寄ったうえで決定された。

### 第五特別公安課第三機動強襲室

#### 第八係〈ダイハチ〉
黒騎猛（くろき たける）
声 - 島﨑信長
本作の主人公の一人。ダイハチのウィルウェア装着者。警部補。空手の有段者。左頬には大きな傷跡がある。マイペースな性格に加えてデリカシーに欠けており、細かいことはあまり気にしない。ゴミの分別すらおろそかであるため、瀬名には何かにつけて注意されている。その性格の割に仕事に対しては真摯であり、正義感も強く、努力を惜しまぬ人物でもある。また、警察官としての自覚も強い（たびたび問題のある行動をとることも多いが）。
ウィルウェアは近接戦闘特化タイプ・ストライクインターセプターを着用し、コードネームはオスカー2を使用。
第二期では警部へ昇進。ダイハチのエースとして活躍する。瀬名の復帰直後も悪態をつくが、彼の実力自体は認めているので、力を貸せと素直に求めた。また、増加する犯罪に対抗するために大学院に通い、法学についても勉強しているなど、意外な一面をのぞかせる。また、ミュトスを社会復帰させるべく様々な部署に掛け合い自分が保護者になることで帰国する八条司稀の対抗馬という名目で彼を外へ連れ出している。稲城からは多大な恩義があり、彼が行うことは全て正しいと豪語し崇拝していたため、八条と繋がっていた事実を受け入れるのに時間を要している。
シリーズ構成の荒川稔久によれば、総監督の谷口悟朗による最初のオーダーそのままだという。また、担当声優の島﨑によれば、「明朗快活な性格に大人としての自覚やプロとしての信念を持ち、バランスが取れた黒騎のキャラクター性は、本作を痛快に楽しめる大きな要素の1つ」という。
瀬名颯一郎（せな そういちろう）
声 - 櫻井孝宏
ダイハチのウィルウェア装着者。警部補。黒騎とは反対に、細かいルールにこだわる几帳面な性格をしている。その性格上、ゴミの分別などにもかなりうるさい。その反面、想定外の事態に弱く実力を発揮出来ないこともある。そういった際に黒騎に助けられるも多いが、逆に彼の力では及ばない事態に瀬名が逆転の一手を打つこともあり、憎まれ口をたたき合いながらもいいコンビとなっている。また、甘いもの好き。
防衛大学校情報工学科卒業後、統合自衛隊に入隊というエリート街道を進むが負傷で退職。その後は国家公務員試験に合格して警察庁に入庁し、後にダイハチへの配属となる。ダイハチメンバーでは、唯一爆弾処理の実績を持つ。
一見完璧に見えるが統合自衛隊時代に付き合っていた、凡河内みほを苦手としており彼女と別れた後も逃げるように転職をしており彼女が接触してくるたびにトラウマの如く恐怖を覚えるようになってしまっている。
ウィルウェアは遠距離射撃特化タイプ・エルフΣを着用し、コードネームはオスカー1を使用。
当初はダイハチへの配属をおもしろく思っていない知性派に過ぎなかったが、荒川がどうにか人間味を持たせようとした結果、現在の設定となった。
第二期では警察を辞め、名古屋にある清掃会社の社長となる。本人曰く天職であり充実した日々を送るが、ある事件発生の折「民間警察」という特例を利用し、ダイハチに「出向」という形で戻ってきた。
花咲里あさみ（かざり あさみ）
声 - 小澤亜李
本作の主人公の一人。ダイハチに配属されたてのウィルウェア装着者の女性隊員。警部補。年齢は19歳。海外で就学していたためもあって口調は英語をはじめとする外国語交じりであり、感情が高ぶるとその頻度もさらに高まる。未成年の時点で警部補まで登り詰めた天才であることから、ダイハチのメンバーを更生する目的で配属されたところ、逆に彼らに振り回されて戸惑ってしまう。黒騎には気に入られているが、瀬名には「黒騎以上の問題児」と評されている。第二期においては「破壊神」「警察庁で一番始末書を書いた警官」とエスカレートしていて、黒騎達からはダイハチ配属時からかなり悪化していると評価されている。特に第７話での盗撮事件では自分も被害に遭ったことで、鬼神のごとく暴走。犯人を射殺することを進言する。
ウィルウェアは最新型多機能タイプ・ファインファミリアを着用し、コードネームはオスカー6を使用。
当初はあさみに相当する人物は設定されておらず、ダイハチを説明する狂言回し役として後から設定されたうえ、谷口には「メインの話に絡めなくて構いません」とまで言われていたが、「切れ者に見えるけれどもポンコツ」であるあさみの変化もミニテーマとして設定されたため、荒川は「一人前に成長していく姿が共感を与えられる」点を重視している。
2期開始時点では警部に昇進し大阪府警へ栄転しており、そこで設立された第五特別公安課第三機動強襲室第九係（通称：ダイク）に所属しそこでダイクの係長兼ウィルウェア装着者をしている。ダイクでのコードネームはブレイン。
星宮はるか（ほしみや はるか）
声 - 石上静香
ダイハチのオペレーター兼ウィルウェア装着者の女性隊員。巡査部長。ダイハチの女性陣では大きい方のバストサイズの持ち主であるため、あさみに注目されることもある。科学や医学などに加えて、バスや鉄道、自販機などに異様に詳しく、これらの話題となると饒舌になる。非番時は鉄道をよく見に行っている。
ウィルウェアは索敵能力タイプ・メーティストラクチャーibukiを着用し、コードネームはオスカー3を使用。
前述の博識さは荒川に足された要素であり、当初は一番しっかりしているだけのオペレーターだったが、非番時の行動を描きたいという要望や捜査時に違う視点から糸口をつかめるようにしたいという要望から、現在の設定となった。
舩坂康晴（ふなさか やすはる）
声 - 大川透、小松未可子（少年時代）
ダイハチの係長兼ウィルウェア装着者。警部。メンバー内では最年長で、室長をはじめとするメンバー全員の過激な言動のフォロー役となっている。また、各方面に強力なコネを持つネゴシエイターでもある。かなりの巨大ロボット好き。
物語開始の4年前は前線に立つ刑事であり、非合法のカジノを取り締まろうと伝説の女性ギャンブラー「ブラッディマリー」を追っていたが、彼女の正体が未成年の少女であることを知り、あえて取り逃がす。しかし、その責任を取らされて左遷された結果、ダイハチへ配属された。
ウィルウェアはパワータイプ・甲徹陣七竈を着用し、コードネームはオスカー4を使用。
当初の設定ではダイハチの室長で警視正だったが、荒川が「舩坂がトップにいると『パトレイバー』っぽくなってしまう」と考え、谷口へ依頼して凛と立場を入れ替えさせた。
山吹凛（やまぶき りん）
声 - 倉田雅世
ダイハチの室長兼ウィルウェア装着者。警視正。小柄な身体に頭が切れて弁も立ち、正義や人情よりも職務を重んじる冷徹さを持っているが、私生活はかなりズボラ。妹の陽と同居している。妹には所属先を生活安全課と偽っている。ダイハチの立場の弱さもあって、任務終了後は迷惑をかけた各部署に頭を下げてまわり、そのたびに嫌みを言われている。
ウィルウェアはスピードタイプ・プリマヴェーラパンテーラを着用し、コードネームはオスカー5を使用。
現実世界での警視正は最速でも採用後15年の経過が必須である（詳細は警視正#任官を参照）が、本作ではダイハチの設立時に特例として凛が室長に任命され、警視正へ昇進している。学生時代に稲城と交際しており結婚する所まで進んでいたが、警察官の道を選んだため破談している。
当初の設定ではダイハチの係長で警部だったが、前述の理由から舩坂と立場を入れ替えられたうえ、体形も荒川の好みで小柄に設定された。
天野円（あまの まどか）
声 - 大西沙織
ダイハチのオペレーター。巡査。地味で無口な女性隊員。必要最低限のことしか口にせず、あさみへの自己紹介の時はモニター画面の表示を介して名乗っていた。辛いものが好きで、特にレバニラを好む。
かつては幼い弟や妹を守るためにブラッディマリーとして非合法カジノで暗躍していた過去を持ち、舩坂に取り逃がされてから紆余曲折を経て現在に至る。第5話では東京へのミサイル発射を盾にした犯罪者・小野寺良（おのでら りょう / 声 - 白鳥哲）とのポーカー勝負で窮地に追い込まれたダイハチを救おうと、失職を覚悟のうえで再びブラッディマリーになるが、事件解決以降もメンバーには円として受け入れられ、失職せずに済んだ。ミュトスが逮捕された後、ダイハチを去る。
第2期では天野秘密探偵事務所を設立、ダイハチの民間協力者として、違法な手段を含む様々なアプローチでの事件の調査を行っている。
荒川には口数の多いはるかとの対比として無口と設定されたが、それはメインとなる回で一気にしゃべるという想定にもとづく。なお、ブラッディマリーとしての設定は第5話の脚本を担当した井上敏樹によるものである。
協会さん
声 - 鳥海浩輔
ダイハチのメカニック。ウィルウェアの整備と調整を担当。運用の平等を図るべく、ダイハチと業務提携中の日本外骨格協議会から派遣されてきた民間の技術者。「協会さん」はダイハチのメンバーによる通称に過ぎず、本名は「佐渡波平」（さど なみへい）と申告してある。しかし黒騎には偽名と思われており、本人も黒騎の追及に曖昧な態度を取っている。軽口で話すお調子者であり、ウィルウェアの調整を目的に偽の出動命令をあさみに出した結果、機動強襲指揮車両で下着姿となった彼女にセクハラとたしなめられたこともある。
谷口の「小難しい要素」を生真面目な人が演じるとどうしても重苦しくなるため、「チャラチャラした感じの人が語った方が良かろう」という要望にアニメーションキャラクターデザインの西田亜沙子が応えてデザインされた。
エミリア・エデルマン
声 - 田村ゆかり
2期より登場する新メンバー。人事交流によりポーランド警察より配属された金髪美少女。ウィルウェアの装着者でありダイハチではオスカー7を使用。
過去の任務でケンタウロスユニットを装着したウィルウェアが故障し、身動きが取れないまま3日間閉じ込められた経験を持つ。それ故ウェアの装着は彼女のトラウマとなっている。優秀ではあるもののウェアの装着を伴う任務を避けるようになったため、ポーランド警察にはお荷物扱いされていた。ダイハチへの配属も厄介払いのためという事情がある。
配属当初は現場でウェアを脱ぎ捨ててしまうなどトラウマの影響が強く残っていたが、瀬名の指導により狙撃をこなすようになるなど徐々に克服していった。
2期最終話ではトラウマの原因であるケンタウロスユニットを再び装着。恐怖を完全に払拭できてはいなかったが、宇宙に向かう黒騎のアシストを懸命にこなした。
鏑木まりも（かぶらぎ まりも）
声 - 田中あいみ
2期より登場する新メンバーの少女。階級は巡査部長。視線恐怖症の気があるため、有事中は他者の視線に電子的なモザイク加工を施せるデータグラスを装備する。ただし、データグラス装備中は気が大きくなり問題発言をすることもままある。テレビ電話でも本人は映像に映らずマリモの映像を写している。

#### 第九係〈ダイク〉
花咲里あさみ（かざり あさみ）
#第八係〈ダイハチ〉を参照。
協会様
声 - 速水奨
ダイクのメカニック兼オペレーターで、ダイク出撃中の決裁などの処理を行う。場合によっては現地での調査なども行う。協会さん同様、協会から派遣されているがお互いの名前などは知らないようで、協会さんのことは“協会くん”と呼ぶ。また、ダイクCMのナレーションを担当している。PCに入れているLikoは姪っ子バージョンを使用。協会さん同様「大鷲ジョー」という偽名を使用している。
フィンガーズ
ダイクのメンバー。警察大学校に飛び級で入ったエリート候補生で全員がリーダー気質。フィンガーズはコードネームを総称したものであり各人のコードネーム自体は「フィンガー〇〇」となっている。ただ現時点で誰がその番号に相当するのかは不明。
島桜ゆゆこ （しまざくら ゆゆこ）
声 - 諏訪彩花
豊見城亜樹 （とみぐすく あじゅ）
声 - 諏訪彩花
三好環奈 （みよし かんな）
声 - 諏訪彩花
鳥越宗助 （とりごえ そうすけ）
声 - 河西健吾
名和大河 （なわ たいが）
声 - 河西健吾

### 光貴教育学園
八条司稀（はちじょう ともき）
声 - 村田太志
品川に存在する光貴教育学園（こうききょういくがくえん）の生徒会長。正体はロゴスのメンバー「バード」。詳細は#ロゴスを参照。
山吹陽（やまぶき ひなた）
声 - 相坂優歌
凛の妹で学園生徒。凛とは年齢がそれなりに離れているが、容姿は瞳の色、彼女より短く跳ね上がったアホ毛、やや大きなバストサイズ（第1話終了後の次回予告では、陽を映して「凛の胸が成長している」と語られるなど、明確にバストサイズの違いが描かれている）以外は瓜二つであり、ダイハチのメンバーにも見間違われるほどである。凛がダイハチのボスであることを知らされておらず、八条の逮捕の際に知った。そのため、八条が犯罪者だったという事実も重なり、身近な者に嘘を吐かれていたことに落胆してしまう。
その後、自分のノートパソコンに八条による細工で、オロチに関する隠しファイルが埋め込まれ、彼女の声がファイルのパスワードとして利用されていたことが発覚する。八条が姉の凛との関係を承知済みで近づいてきた、という真実を悟った結果、さらに深く傷ついてしまう。しかし、ノートパソコンに残されていたLikoのデータは、ミュトスとの最終決戦で重要な意味を持つことになった。
２期において自ら行動を開始し、某所に拘禁されていたミュトスに黒騎経由で接触し物語が後半に移るにつれミュトスと行動をする場面が多くなっている。

### ロゴス
ミュトス（Mythos）
声 - 花江夏樹
ウィルウェアを悪用した事件の裏側で暗躍する謎の少年。本名は「巴弥（ともひさ。名字は不明）」。
あらゆるウィルウェアをハッキングできる超天才ハッカーにして、凄腕のゲーマーでもある。人々や社会に混乱を起こすことを楽しむ。一方、心の根底では「仲間」が欲しいという欲求があり、バードに対しては必要以上に信頼を抱いていた。それゆえ、さまざまな少女と金銭で契約して疑似家族となっているほか、後述の経緯から生き別れになった妹・恵実利（えみり）の姿を模したホログラムを連れ歩いている。
5歳の頃は多数の人々を巻き込む集団自殺事件「惨劇の果実」を起こしたカルト集団の教祖として祭り上げられており、騒ぎになるために小学校にすら行けなかった。恵実利は誹謗から逃れるために海外に移住したが、信者たちの一部が海外逃亡中であることから、巴弥には危険であると渡航許可が下りなかったため、生き別れとなってしまう。それゆえ、日本の社会というシステムから弾き出されたことに憤って行動する。ただし、あくまでも日本のシステムの支配が目的であるため、無闇に人を傷つけることは望んでおらず、短絡的で悪戯に人を傷つけようとするドッグには苛立ちを覚えていた。
最終的には、オロチの半分近くを掌握して首都圏の交通・通信網の大半を遮断したうえで海外逃亡を企てるが、バード（八条）に裏切られてダイハチに居場所を突き止められる。孤立状態になってなお、EUで開発された軍用ウィルウェア「フリーデルタ」で抵抗し、黒崎たちの説得にも応じなかった。しかし、八条から見限りのメールを送りつけられ愕然としたうえ、Likoが集めた情報を元にした舩坂の説得を受け、恵実利が生きているかも知れないという希望に泣き崩れ、投降する。
なお、第12話での回想によれば、父・零一（れいいち）と母・香菜恵（かなえ）は、惨劇の果実を引き起こした中心人物として死刑にされた模様。
第二期では某所（黒騎曰く「（その場所は）国家機密」）に拘禁されていたが、黒騎達の働きかけにより帰国する八条司稀の対抗馬兼捜査協力として監視が付くものの一定の自由が与えられ戸籍上は黒騎の弟になった。黒騎からはもっぱら「二郎」、凛からは「島二郎（くん）」、と呼ばれており、円からは「信二郎」と思われていた。なお、第二期12話クレジットでは黒騎・ミュトス・二郎しまじろう信次楼となっている。
谷口はインタビューで、2015年放送『純潔のマリア』のジルベール役での花江の声質を高評し、「どうしてももう一度仕事をしたかった」ため依頼をした、と語っている。
バード / 八条司稀（はちじょう ともき）
声 - 村田太志、加隈亜衣（バード時）
物語序盤からミュトスと共にロゴスで暗躍する存在にして、第4話の実行犯。女性の声でカラスのアイコンを用いるその正体は、光貴教育学園の生徒会長・八条司稀である。
表向きは誠実な紳士を装い、学園襲撃事件の際には逃げ遅れた生徒の確認に単身行動するという正義感に溢れる姿を見せるが、それらは陽や周囲の信頼を得る為の演技に過ぎなかった。特に陽には半ば思慕を寄せられるほど深く信頼されており自身も誠実に接するが、それも姉の凛がダイハチの関係者であることを知った上で利用するためであり、陽のノートパソコンをLikoの幽霊騒ぎのために悪用しただけでなく、サンプリングした彼女の声をパソコンに潜ませていたオロチに関する隠しファイルを閲覧するためのパスワードに使っていた。ミュトスからも信頼されていたが、心の底で仲間を求めている彼のことを、本心では見下していた。
自身の正体を突き止めた警察に抵抗せず逮捕されるが、その後も終始余裕を見せた態度を取り続ける。最終的にはミュトスの逃走手段の情報を警察に売り渡して超法規的措置で釈放されると、追い込まれた彼に見限るメッセージを送り、海外へ逃亡する。
第二期においても序盤は海外で逃亡していたが4話にてかつてミュトスが使っていた同型ウィルウェアを使い帰国するというメッセージを書いていた。また6話にて帰国し、軍事政権のカルパヌバ大使館に滞在。
少なくともロゴス・インシデントの頃から裏で現都知事である稲城と裏でつながっており、稲城が行う改革に必要な法案を通し易くする為の事件の計画立案やお膳立てを行う。見返りとして稲城よりカルバヌバの国籍と同国大使館員という立場を手に入れていたが、暴走を危惧した稲城の指示により新興中華マフィアを刺客として差し向けられるが襲撃直前に謎の変死を遂げる。DNAや指紋データから本人だと断定されるが、それは検証用のDNAデータ側を改竄した偽装工作であり、邪魔をされずに引き続き「ゲーム」を楽しむ為であった。
東京都市サミットで稲城を公開処刑するつもりだったが、稲城が黒騎に逮捕される形で阻止される。表に出てかねてよりの計画していた東京に人工衛星を落下させるという「ゲーム」を実行に移す。自身はその間に再び海外へ逃亡しようとするが衛星落下はダイハチの活躍により阻止。自身もまた乗っていた飛行機の自動操縦プログラムをミュトスに書き換えられる事で横田基地に誘導させられてしまい逮捕された（その前に陽から怒りの拳を食らってノックアウトされている）。
ドック / 堂本カケル（どうもと カケル）
声 - 山下大輝
第3話・第9話の実行犯。冷酷無比かつ自己中心的な性格で、残忍なやり方にも躊躇を見せない。また、お調子者で自己顕示欲も非常に強い。使用するウィルウェアは、釣具メーカーのレジャー用機体を改造したものであるため、ダイハチに「フィッシャーマン」とのコードネームで呼称される。
ミュトスら他のメンバーとは違って金銭や女性に執着しており、たびたび命令を無視して行動する。ロゴスの方針についても自分に都合のいい解釈をしており、最終的には自分の目的のためにロゴスを使い捨てようと考えている。自身のことはミュトスやバードと同格に思っており、彼らのことを見下してまでいるが、逆に彼らには身勝手さを散々に酷評されている。やり方が非常に短絡的かつ荒っぽいことから、ダイハチや警察の上層部からもロゴスとのつながりは無いと見なされていた。
第3話の神明天夢の件では殺人沙汰になりかねない暴走を、第4話の飛行機爆破の件では身代金の要求をそれぞれ企てたが、いずれもミュトスらによって妨害されている。第9話ではミュトスらに無断で自分からウィルウェアを装着し、銀行点や宝石店の襲撃やホログラフによる混乱で世間からの注目を集めようとした。その結果、ミュトスらが雇ったマフィアに粛清されそうになったが、強奪した冷凍弾で返り討ちにする。その後、ミュトスらへの復讐に研究所を襲撃するが、プリマヴェーラパンテーラを装着した凛に追い詰められて逆上し、最終的には敗北した際に最後の冷凍弾を暴発させて超低温に巻き込まれ、意識不明となる。
ベヌウ
声 - 古川慎
ミュトスがオロチを掌握したことに伴い、Likoがインストール済みの電子機器でLikoに代わって強制的に起動し、支配するソフト。アイコンはリンゴの姿であり、ノイズ調の読み取れない音声を発する。民間機器の7割強を乗っ取ったが、最終的にはミュトスの投降に伴って解除され、Likoに戻った。
完全に解除されたと思われていたが、ミュトス自身はいまだに自身のPCのLikoとして隠し持っており、暗号データの復号や各所に分散処理されているデータをLokiアプリ群による並列処理で強力な検索機能を持ったアプリとして利用している。
パラポネラ
声 - 赤羽根健治
バードこと八条司稀に従うウィルウェア装着者。八条が関わる事件に度々現れ、ダイハチの行く手を塞ぐ。その実力は黒騎が一騎討ちで勝てないほど高い。最後の戦いでも現れみほを撃退するなど奮闘するが、最後ははるかによって破壊され宇宙の藻屑となった。

### その他の登場人物
Liko（リコ）
声 - 黒沢ともよ
プラットフォームを問わず、一定のスペックさえ満たせば多種多様のデジタルデバイスに導入可能な汎用支援ソフト。そのアバター外観は美少女の姿をしたバーチャルキャラクター。劇中ではパソコンや携帯電話やテレビなどさまざまな電子機器にインストールされている。
実はミュトスやバードにより国家騒乱を起こす際の要としてデジタル世界に干渉するためのバックドアとして制作・拡散されたトロイの木馬であった。ロゴス・インシデント終了後も彼女自身の人気と制作意図とは無関係とされたようであり、何らかの対策を施された上で引き続き幅広く使用されている。
Likoがインストールされた端末で一度でも実行されたファイルはクラウドに保存されるようプログラミングされており、その機能をミュトスが利用した。
1期では次回予告も担当した。
1期放送開始に先駆けて、Androidアプリ「めざましマネージャーLiko」が配信され、1期・2期ともテレビ放送と連動してアプリ上のLikoに異変が起こる、という演出が行われた。
小湊恵里子（こみなと えりこ）
声 - 大原さやか
テレビ局に勤める女性ニュースキャスター。悪名高いダイハチを取材するたびに危険な目に遭うこともあって彼らのことをひどく嫌っており、何かにつけて非難している。
2期ではフリーアナウンサーになっており、 1話の冒頭で黒騎にインタビューした折には手のひらを返したようにダイハチを讃えたため、黒騎も態度を和らげている。
稲城光太郎（いなぎ こうたろう）
声 - 緑川光
国会議員の秘書。警察庁内で凛が気軽に話せる話し相手で、ダイハチの唯一の理解者。和平党所属で都知事選出馬予定の長沼（ながぬま / 声 - 松本忍）に仕えているが、第7話で彼が不可解な事件に巻き込まれた直後に急死したため、自身が都知事になろうと決意する。
2期では都知事に見事就任。八王子に移転した新・都庁からダイハチの後ろ盾として適宜政治的な支援をしている。
黒騎は少なくとも学生時代から彼と付き合いがあり、「恩人」と慕っている。警察官になったのも彼が武術や勉強をしろと様々なアドバイスをした結果によるもの。都知事となってからも黒騎とは気さくに接する。また、凛とは大学のゼミでの先輩・後輩。
実は裏で八条と手を組んでおり、稲城が行う改革に必要な法案を通し易く世論を誘導する為に裏で第三者に事件を起こさせている。だが八条が暴走を始めより過激な計画を提示したため用済みと判断し、始末を秘書に指示している。ダイハチにその一件で問い詰められるも物証や法的根拠がないと悪びれる様子も見せなかった。
その後東京都市サミットを前に自分に不利となる証拠を消していたが、自身が主催した軌道エレベーター計画発表の場でミュトスがサルベージしたスキャンダル映像を暴露、失脚させられた事に逆上し黒騎に殴り掛かってしまい公務執行妨害及び傷害未遂で逮捕された。
谷口の「政治の世界で味方になってくれる人がいないと、主人公たちが身動き取れなくなる」という懸念から設定された。
神明天夢（しんめい あむ）
声 - 小澤亜李
今をときめく男の娘アイドル。第3話で初登場。コンサート会場で、ウィルウェアに乗ったファンの男性に襲われそうになる。決めゼリフは「エブリワン・ミナクル！」。
2期では情報番組のナビゲーターや海外ドラマの吹き替えにも挑戦している。
凡河内みほ（おおしこうち みほ）
声 - 渡辺明乃
瀬名の同期生で、統合自衛隊時代の同僚にして元彼女。第8話では統自の試作型ウィルウェア「閃舞改」の装着者として、数々の事件現場へ介入して解決する姿を、一般人に「アルティメイド」と呼称される。しかし、やがて任務中に閃舞改のIFFが暴走して瀬名を攻撃した後、統合自衛隊隊員たちによって取り押さえられたうえ、アルティメイドの正体がマスコミに流れたため、質問攻めとなる。その後、インテジェンスビルで警備任務に当たっていたが、ミュトスのトラップに引っかかり、調査に来たダイハチをテロリストとして認識、ミュトスの時間稼ぎに利用される。
2期でも登場するが瀬名に対する執着が悪化しており瀬名に恐怖を覚えさせるほど。
A子（エーこ）
声 - 木村珠莉
スリの女性。俗称「スリ子」。第1話であさみの警察手帳を盗んだため、黒騎によって逮捕された。その後は釈放されており、第2話以降にも毎回必ずどこかに登場している。第二期第3話では大阪城公園駅に登場した。
稲城の不正に関して調べていた円に変装して接近し不正の証拠を渡す等2期終盤に動きを見せるが、その正体はバードこと八条司稀の協力者でありA子というコードネームを持つ事が明らかにされた。本名は不明。かつては「エイプ」と呼ばれていた。盗癖がありそれを八条に咎められている。
霞ヶ関（かすみがせき）
声 - 稲田徹
かつて巨大人型重機・猛銃號と怒龍號を設計した老人。巨大ロボット好きの舩坂にとっては敬意の対象であり、博士の敬称を付けて呼ばれる。第6話で少年時代の舩坂と出会い、パイロットとなるよう約束を交わす。猛銃號と怒龍號が不要となって久しい現在では認知症を発症し、収容先の施設から猛銃號と怒龍號の展示先へ徘徊する日々を過ごしていた。巨大人型重機のパイロットになるはずだった犯罪者・志村誠（しむら まこと / 声 - 安元洋貴）による猛銃號の強奪に際し、舩坂の熱い呼びかけに若い頃の記憶を取り戻すと、集結したかつての仲間たちと共に怒龍號を修復し、舩坂を搭乗させて送り出す。事件解決の翌朝には施設のベッドで満足げな笑みをたたえて死去した姿が発見される。
寺尾和良（てらお かずよし）
声 - 星野充昭
1期における都知事。正義感に溢れる男に見えるが、裏ではいろいろな汚職疑惑が噂されている。1期9話では稲城の持っている寺尾自身のスキャンダルが記録されたデータディスクを破壊すべくロゴスのドッグと接触している。
「ロゴス・インシデント」後は諸々の責任を取って辞任した。
アビゲイル・マルチネス
声 - 新井里美
2期より登場。瀬名の会社「セナーズ・インク」専務であるラテン系の女性。日本語はカタコト、時折お下品な語句が混じってしまい、放送コード的に危なすぎるセリフは（バキューン）という銃声の効果音で隠されてしまう。
瀬名がダイハチに出向という形で再び勤務するようになったのは彼女の後押しによるところが大きい（本人曰く「支払いが確実なのでしばらく預ける」）。出向後も、たまに瀬名の捜査に協力するため行動を共にする事もある。

## 登場メカ
特記の無いものは公式サイトでの記述による。

### ウィルウェア
ストライクインターセプター
コードネームはオスカー2。黒騎猛が装着する近接戦闘特化型のウィルウェア。背部にフライトユニットを装着することで、飛行も可能。ウィルウェア犯罪者と対峙することが主な役割であるため、純粋な格闘戦から追跡、狙撃の補佐まで幅広く対応する。メインカラーは赤。
一部機能は戦闘中の行動入力の簡略化や誤動作の防止を目的として、大声による音声入力で発動するように設定されている。
破砕衝角震電砲（はさいしょうかくしんでんほう）
ストライクインターセプターの昇華機構。右腕部でウィルウェア本体の予備電力を衝撃波と化し、対象への直接攻撃（手刀打ちなど）時に放出する。
ファルコンユニット
稲城が都知事になった後、開発している強化ユニットで飛行能力を強化できるほか、昇華機構仕様の際には本体を含めて一時的に形状が変化する。
完全殲滅震電機能 須佐能乎（スサノオ）
ファルコンユニットにひそかに実装されていた大型作業用マニピュレーターと、同ユニット内蔵のウィルウェアに供給される内蔵バッテリーを使用した昇華機構。バッテリーの消費が激しく、5分程度しか使用できない。協会が極秘裏に開発していたもので、本来起動するには総理の許諾が必要だが、彼の適当な相槌をダイハチが許諾の返事と半ば強引に解釈して起動した。
エルフΣ（エルフシグマ）
コードネームはオスカー1。瀬名颯一郎が装着する遠距離射撃特化型のウィルウェア。ライフルのほか、別視点からの撮影用にウィルウェア本体から分離してプロペラで浮遊する、小型のドローン4機も持つ。また、狙撃以外にも中距離での銃撃戦なども行える。メインカラーは青。
二一式荷電粒子砲（ふたひとしきかでんりゅうしほう）
エルフΣの昇華機構。ライフルを大電力で荷電粒子砲と化し、一撃必殺の強力な射撃を行う。
ファインファミリア
コードネームはオスカー6。花咲里あさみが装着する最新型多機能型のウィルウェア。
初心者用のサポートシステムが搭載されているため、初期設定が不十分な状態で稼働させるとシステムによる多数の案内に忙殺されることとなる。メインカラーは紫。
第2期では色違いの似た形状のウィルウェアがダイクに複数配備されており、第3話クレジットにはファインファミリア2ndの名前がある（後にプロードファミリアと判明）。
一蹴吶喊イオタ（いっしゅうとっかんイオタ）
ファインファミリアの昇華機構。通常の蹴りよりも強烈な一撃必殺の蹴りを浴びせる。
旋回突貫エータ（せんかいとっかんエータ）
ファインファミリアの昇華機構。高速回し蹴りで攻撃する。第2期から使用。
完全吶喊ディガンマ（かんぜんとっかんディガンマ）
ファインファミリアの昇華機構。頭上からの飛び蹴りで攻撃する。第2期から使用。
人間砲弾ゼータ
ファインファミリアが昇華機構発動時の出力向上を利用し、近くにいたブロードファミリアを力任せに投げつける技。第2期から使用。なお、投げられたブロードファミリアの装着者は後の台詞と投げられる直前の顔から、三好環奈とうかがえる。
一蹴吶喊イオタ完全版（いっしゅうとっかんイオタかんぜんばん）
ファインファミリアの昇華機構。第2期最終話で使用。一蹴吶喊イオタの威力・精度が上がったアップデート版であり、旋回突貫エータと完全吶喊ディガンマのサンプルデータ、さらには人間砲弾ゼータのデータまでが流用されている。
メーティストラクチャーibuki（メーティストラクチャーイブキ）
コードネームはオスカー3。星宮はるかが装着するマルチタスク情報処理特化型のウィルウェア。はるかのバストサイズに配慮し、胸部は大きめに作られている。メインカラーはピンク。光学迷彩機能も備わっているが、バッテリー消費が激しい。
ミョンニル
第2期からの追加武装であるハンマー状の武装。普段は背中に格納されており、内部には小型のドローンが多数格納されている。
甲徹陣七竃（こうてつじんななかまど）
コードネームはオスカー4。舩坂康晴が装着する防御特化型のウィルウェア。腕に装備された盾状のパーツからシールドを展開し、攻撃を防ぐ。その頑強性を生かし、障害物を破壊しての強行突破などに起用されることもある。ダイハチのウィルウェアの中で最も装甲が分厚く、形状も他の者との差異が目立つ。メインカラーは灰色。
第2期ではモードIIと呼ばれる形態に移行した。
モードII
大量のバッテリーを積める甲徹陣七竃用に作られた形態。本来、この形態時はバッテリーを大幅に消費する代わりに出力を強化できるため、災害時のパワーアシスト用につけられた機能であったが、対ウィルウェア戦でも使用可能。移行すると鎧武者のような姿に変形する。
抜刀モード
モードII時の昇華機構。
ファルコンユニットのバーストモードの基になった機能である。
怒龍まさかり
第2期からの追加武装である振動波トマホーク。船坂が勝手に怒龍號から名前を付けている。普段は脚部に装着されている。
プリマヴェーラパンテーラ
コードネームはオスカー5。山吹凛が装着するスピード特化型のウィルウェア。凛の体格に合わせて小ぶりになっているほか、頭部はツインテール状、腰部はスカート状となっている。メインカラーは黄色。
アプリヘンド (apprehend)
プリマヴェーラパンテーラの昇華機構。肉眼で追尾できないほどの高速移動が可能であり、連続すれば小さな竜巻すら起こして対象を翻弄できる。
ファウンデーションΩ（オメガ）
コードネームはオスカー7。エミリア・エデルマンが装着するウィルウェア。第2期から登場。これまでのダイハチのウィルウェアと比べると装甲が分厚く、カラーリングも白地が少なくなっている点が異なる。メインカラーはエメラルドグリーン。
ケンタウロスユニット
元は不整地重機作業用ウィルウェアから発展したオプションユニットで、4本の足による安定性と機動力及びケンタウロスユニット本体に内蔵された消耗品やバッテリーにより、ウィルウェアの稼働時間を延ばすことが可能である。将来的には不整地での救助にも役立つとされるが、エミリアはポーランド警察にいたときにケンタウロスユニットを装着したウィルウェアに事故で閉じ込められてしまい、救助されるまで3日かかってしまう。エミリアはそのせいでトラウマを負ってしまい、第2話では海外より持ち出された同系機を見るだけで動けなくなり、装着解除させられてしまう。しかしエミリアはそれを乗り越え、最終話ではユニットを使用してダイハチの面々を大気圏外まで上昇させている。　
閃舞改（せんぶかい）
一般人による通称は「アルティメイド」。凡河内みほが装着する統合自衛隊の試作型ウィルウェア。一般用以上に軽量化と俊敏性を向上されて統自用に改良された機体「閃舞」が、さらなる出力の向上を経て強行偵察用に改良された機体であり、稼働時間も向上されている。背部には、ブースター兼偵察用のドローンを装備している。メインカラーはワインレッド。第2期では発展型の閃震が配備されている。
フリーデルタ
ミュトスがロゴス・インシデント終盤で着用していた軍用ウィルウェア。本来はEU、正確にはNATOで開発・運用されている。ミュトスが使用した個体はさらにカスタマイズが施されており、軍用機ゆえにダイハチのウィルウェア以上の出力を発揮できる。さらには人型からバイク形態に変形可能で、タイヤ部分は人型時にはムチ状の武器にもなる。
ミュトスのものは本人が投降したことにより事なきを得るが、第2期ではバードの協力者が持ち込んだ同型が登場。カラーリングは赤色で、無人の自動操縦のものがバイク形態で使用された。

### 機動強襲指揮車両
ダイハチのメンバーが出動する際に搭乗する、専用の鉄道車両。2両編成の1両目が第八総合室、2両目がウィルウェアの装着用システムと射出用カタパルトを備える。現場に向かう際には専用基地から出発して他の鉄道路線に入り、営業用車両の後部に連結して現場に移動する。
車道走行用のタイヤを備えているうえ、追加装備を装着することで飛行も可能となっており、第2期では事件に迅速に対応する目的で2両目だけでの単独飛行も可能となった。

### その他の登場メカ
猛銃號（モーガンごう）、怒龍號（ドリューごう）
どちらも第1期第6話に登場する巨大人型重機。かつては復興のために用いられていたが、あまりにも燃費が悪いことに加えてウィルウェアが普及したことにより、お払い箱となっていた。展示先から志村に強奪されて悪用される猛銃號を止めるため、霞ヶ関たちに修復された怒龍號を舩坂が操縦し、立ち向かうこととなる。
メインスタッフにかつてサンライズの「勇者シリーズ」でも知られた山根まさひろが参加しているため、第6話は「せっかくなら巨大ロボットの回をやりたい」という要望に監督の秋田谷典昭が応えてスタッフが招集された「お祭り回」となった。総監督の谷口悟朗も本作の方向性とは異なる昔のサンライズのイメージ色彩に変更したり、山根が猛銃號と怒龍號の陰影の半分を黒で塗りつぶすなど、制作現場は勇者シリーズ当時のノリだったという。
ドローン
作中ではエルフΣに搭載された小型など、プロペラで飛行して情報を収集するさまざまなドローンが運用されている。警察で運用されているものは、捜査時の行動が適切なものであるかを審議するためのものであるが、第2期第7話では映像音響機器メーカーのヤマセ製AK4型がダイハチとダイクの女性陣への盗撮に悪用され、全長8mmという超小型の蚊型の機体に搭載されたカメラとマイクによって無防備な姿をインターネット上にさらされて激怒した彼女たちが、男性陣を締め出して（あさみのみ盗撮犯への殺意も持って）捜査に当たる騒動となった。

## 用語
特記の無いものは公式サイトでの記述による。
第三次流砂現象（だいさんじりゅうさげんしょう）
21世紀初頭、東京東部の地下水位の急激な上昇によって発生した、大規模な液状化現象。河川敷や埋め立て地から始まり、隅田川と江戸川の間の地域が水没したことから、流砂で一般的な家屋はおろか巨大な建造物さえ倒壊する大被害となった。
泥濘化地帯（でいねいかちたい）
第三次流砂現象によって居住が困難となった地帯。そのうち東京東部は、「関東ボトムレスベルト」とも呼称される。物語開始時点では復興中の箇所も存在するが、大被害ゆえにまるで追いついておらず、堰堤付近を走る山手線の車内からは泥濘と残骸が広がっている。住民の多くは東京西部などに移住したが、一部の者は戻って水上生活を行っている。
ダイハチ（第五特別公安課第三機動強襲室第八係）
かつては「特別公安第五課第三機動強襲第八係」と称されていたが、ウィルウェアによる犯罪の広域統括部署として格上げされた際に「特別機動強襲室」が新設され、通称の部隊番号も引き継がれている。建造物の破壊や常識にとらわれない方針はたびたび問題視されており、周囲には公務のやり方がかなり問題視される悪名高い部署として認知されている一方、一部の一般市民には正義のヒーローとも見なされている。
実験部署ゆえに関係者の情報は一般人には秘匿されており、関係者の近親者にも基本的には明かされていない。ウィルウェア装着者が誰であるかも明かしておらず、出動中に強制解除を迎える場合には一般人の視線を遮断する必要があるため、第1話では機動強襲指揮車両から出動できる状態にあったあさみが遮断用テントを担ぎ、事件現場へ駆けつけることとなった。
1期終了後、ロゴス・インシデントを解決したことにより全国的にも注目の的になっているが主要メンバーである花咲里あさみが大阪に栄転、瀬名と円は警察を辞してダイハチから去ったが後に民間警察としての協力として瀬名が再び復帰する。
ウィルウェア
作中に登場するパワードスーツの総称。日本では泥濘化地帯での復興作業などに用いられるうえ、民生用のために入手や改造が容易であるが、能力や汎用性の高さから犯罪にも用いられている。
世界的に増加する凶悪犯罪への対処に設立された「アクティヴプロジェクト」（「アクティヴ」は "Armored Combined Tactical Intelligence Vanguard Element" 〈装甲複合戦術諜報前衛部隊〉の略）の傘下にあるダイハチも、ウィルウェアを用いる。武装が強力無比なものであるため、ダイハチのウィルウェアの扱いは厳重であり、法的制約や政治的なしがらみが常につきまとい、毎回の出動や武装の使用にもその都度法的な手続きで決裁を完了させなければならない。そのため、事件現場の担当者だけでなく、ダイハチ全体のチームワークが重要になる。
ダイハチのメンバーの場合は機動強襲指揮車両へ入室して下着姿となった後に全身スキャンなどを経て、最低限の生命維持装置を内蔵するインナースーツをはじめとする、ウィルウェアの各パーツを装着していく過程が描かれる。ウィルウェアはカートリッジ式の外部バッテリーで稼働するために充電が必要であり、未装着の状態では内部バッテリーによる短時間の稼働しか行えない。内部バッテリーすら切れると、装着者の生命保護を優先してウィルウェアはインナースーツごと強制解除される。そのため、第1話では事件現場へ駆けつけたあさみが強制解除を迎えた黒騎の下着姿を目の当たりにさせられ、悲鳴を上げることとなった。
なお、自動車の運転手と同じく、血中アルコール濃度が検出された者にはウィルウェアの装着が認められない。
また、デザインに関してはかなり自由なようで、ロボットのように派手なデザインなものも珍しくない。
昇華機構（しょうかきこう）
ダイハチや統合自衛隊のウィルウェアに搭載されている機能の1つ。いわゆる「必殺技」や「リミッター解除」に相当する強大な機能であり、ダイハチの場合は出動や武装と同様に承認が完了したうえで使用可能となるが、発動に伴ってバッテリーの消費量も跳ね上がるため、自ずと使い所は限られる。
発動する際には、ウィルウェア本体の配色に関係なくほぼ全身が漆黒と化す（主に白地の部分が黒色に変化する）。
統合自衛隊（とうごうじえいたい）
略称は「統自」。日本国内でのウィルウェアの発達に伴い、陸上自衛隊・海上自衛隊・航空自衛隊の装備を合わせて設置された、少数精鋭の統合任務部隊。試作型ウィルウェア「閃舞改」が導入されているほか、状況によっては重大な任務を迅速に進めるため、人命を軽視した行動に出る場合もある。
オロチ
泥濘化現象に見舞われた東京を再構築する際、日本国内の公的機関を統括管理してあらゆる情報を電子化して集積したシステム「国家公共統合情報基盤」の通称。後述のミュトス・インシデント後もシステムの刷新等は行われずそのまま運用されている。
ロゴス・インシデント
ロゴスが巻き起こした一連の事件のことを指す。ウィルェアの供与及び犯罪教唆に始まり、最終的にミュトスにより国家公共統合情報基盤が乗っ取られたことにより日本の行政はもとより金融や交通などのインフラが麻痺し、日本は国家的な危機に見舞われるがダイハチの活躍と当時ロゴスのバードとなってミュトスの協力者となっていた八条司稀の裏切りによる情報提供でミュトスは逮捕され事件は解決を見ている。
民間警察（みんかんけいさつ）
2期の頃、警察法改正により、許認可を受けた民間企業や民間人が特別な指導のもとでなら警察活動が可能となった。警察を辞し民間人になっていた瀬名は山吹凛の強い要請と稲城都知事の承認を請け、東京都における民間警察「第1号」としてダイハチに帰ってきた。
ダイク（第五特別公安課第三機動強襲室第九係）
ロゴス・インシデント後、多様化するウィルウェア犯罪に対応するため、東京を拠点とするダイハチだけでは全国はカバーできないため、西日本全域を管轄とした「第五特別公安課第三機動強襲室第九係」（通称：ダイク）が大阪府警に新設された。ダイハチのオスカー6だった花咲里あさみが出向している。
ダイハチのバックアップとしての機能もあり、第3話ではインフルエンザの大流行により機能不全に陥ったダイハチの代理として世田谷区に出撃、第6話では攻撃目標とされていた名古屋での先行捜査を行った。
セナーズ・インク
名古屋市東区古出来に本店を構える清掃と廃棄物処理、ビル管理をしている会社。旧社名・田中祐商会（たなか たすくしょうかい）。警察を辞した瀬名が社長となった際に屋号が変更された。社長である瀬名は民間警察として東京都では初めて許認可を受け、出向という形でダイハチに復帰している。所属する人間のほとんどが外国人であるようで、ビザの発行などで瀬名が頭を悩ませている。
カヌパヌバ公国
赤道直下の南海の孤島にある小国。軍事政権による独裁が続いていて政情は安定していない。軍事目的に使用される無人のウィルウェアを開発しており、日本でもダイハチと対決した。また、日本に大使館があり、八条のセーフハウスになっている。
また赤道直下にあるため軌道エレベーター構想の候補地となっており日本政府が関係を維持しようとしている。

## 主題歌

### 第1期
「Golden Life」
AKINO with bless4によるオープニングテーマ。作詞は藤林聖子、作曲・編曲は鴇沢直。
オープニングアニメーションは冒頭のナレーションを各話の中心人物が担当するほか、登場するダイハチのウィルウェアは途中から本編の進行に伴って解禁されていく。第2期第12話では挿入歌として使用された。
「透明な夜空」
相坂優歌によるエンディングテーマ。作詞は山本メーコ、作曲・編曲は鴇沢直。
相坂にとっては本曲がデビュー曲となる。初期のエンディングアニメーションは何体ものLikoが並んで走っていくだけのものであったが、途中から本編の進行に伴って登場するウィルウェアが解禁されたり、Likoがベヌウへ置き換えられるなど、変化していく。
「ミナクル☆ラッキー」
第3話で使用された神明天夢/花咲里あさみ（小澤亜李）による劇中歌。作詞は山本メーコ、作曲・編曲は405+D。

### 第2期
「セルリアンスカッシュ」
相坂優歌によるオープニングテーマ。作詞・歌は相坂、作曲・編曲は鴇沢直。
「Field Trip!!」
Liko（黒沢ともよ）によるエンディングテーマ。作詞は山本メーコ、作曲・編曲はIKUO。
「なにはなくとも」
第1話、第3話の劇中歌。作詞は荒川稔久、作曲・編曲は中川幸太郎、歌は花咲里あさみ（小澤亜李）
「戦う怒龍號の歌」
第3話の劇中歌。作詞は谷口悟朗、作曲は福島利規、歌は船坂康晴（大川透）。
「ミヴ♡ドリーム」
第5話の劇中歌。作詞は荒川稔久、作曲・編曲は中野定博、歌 - ミヴ（内田真礼）。

## 各話リスト
| 話数    | サブタイトル           | 脚本     | 絵コンテ          | 演出              | 作画監督                                                                                   | 総作画監督                            | DN作画                            |
| 第1期   | 第1期                  | 第1期    | 第1期             | 第1期             | 第1期                                                                                      | 第1期                                 | 第1期                             |
| ------- | ---------------------- | -------- | ----------------- | ----------------- | ------------------------------------------------------------------------------------------ | ------------------------------------- | --------------------------------- |
| File 1  | コード No.538          | 荒川稔久 | 谷口悟朗          | 守田芸成          | 丸山修二、清水勝祐                                                                         | 渡辺浩二 甲田正行 西田亜沙子 小林真平 | 斎藤久                            |
| File 2  | 学園崩壊               | 荒川稔久 | 藤本次朗          | 藤本次朗          | 中原清隆、柴田篤史 馬場一樹、五月麻帆                                                      | 渡辺浩二 甲田正行 西田亜沙子 小林真平 | 神戸洋行                          |
| File 3  | アリーナからの挑戦     | 荒川稔久 | 須永司            | 工藤寛顕          | 小松真梨子、飯飼一幸、池田弘明                                                             | 渡辺浩二 甲田正行 西田亜沙子 小林真平 | -                                 |
| File 4  | 旋回空域               | 荒川稔久 | 平野俊貴          | 政木伸一          | 斉藤大輔、徳倉栄一、小島絵美 秋月彩、森川侑紀                                              | 渡辺浩二 甲田正行 西田亜沙子 小林真平 | 斎藤久                            |
| File 5  | 消失のポーカーフェイス | 井上敏樹 | 須永司            | 守田芸成          | 谷口繁則                                                                                   | 渡辺浩二 甲田正行 西田亜沙子 小林真平 | -                                 |
| File 6  | 夢は、彼方の黄昏       | 荒木憲一 | 平野俊貴          | 本間修            | 小澤円、馬場竜一 山根まさひろ（舩坂主観）                                                  | 渡辺浩二 甲田正行 西田亜沙子 小林真平 | 斎藤久                            |
| File 7  | ロングレールライフ     | 石橋大助 | 福島利規          | 阿部雅史          | 清水勝祐、中島美子、竹内アキラ 石本英治・神戸洋行（メカ）                                  | 渡辺浩二 甲田正行 西田亜沙子 小林真平 | 神戸洋行                          |
| File 8  | アルティメイドロンド   | 井上敏樹 | 吉田英俊          | 藤本次郎          | 中原清隆、鈴木奈都子、五月麻帆                                                             | 渡辺浩二 甲田正行 西田亜沙子 小林真平 | 神戸洋行                          |
| File 9  | ロゴスの名のもとに     | 荒木憲一 | 大石康之          | 大石康之          | 垣野内成美、滝川和男                                                                       | 渡辺浩二 甲田正行 西田亜沙子 小林真平 | 神戸洋行                          |
| File 10 | 姿なき征服者           | 荒川稔久 | 須永司            | 鳥羽聡            | 斎藤大輔、徳倉栄一、小島絵美 飯飼一幸、松尾真彦                                            | 渡辺浩二 甲田正行 西田亜沙子 小林真平 | -                                 |
| File 11 | ジャパン スタイル      | 荒木憲一 | 平野俊貴          | 阿部雅司          | 藤田正幸、垣野内成美 池田広明、石本英治                                                    | 渡辺浩二 甲田正行 西田亜沙子 小林真平 | 神戸洋行 斎藤久                   |
| File 12 | 誰がための秩序         | 荒川稔久 | 谷口悟朗          | 秋田谷典昭        | 小林真平、清水勝祐 甲田正行、渡辺浩二                                                      | 渡辺浩二 甲田正行 西田亜沙子 小林真平 | 斎藤久                            |
| 第2期   |                        |          |                   |                   |                                                                                            |                                       |                                   |
| File 1  | 西から来た男           | 荒川稔久 | 谷口悟朗          | 本間修            | 平野成美、森林栖樹                                                                         | 渡辺浩二 甲田正行 今井雅美            | 神戸洋行 斎藤久                   |
| File 2  | 果てなき復讐者         | 荒木憲一 | 須永司            | 黒田晃一郎        | 谷口繁則、今泉竜太 野村美織、渡辺一平太                                                    | 渡辺浩二 甲田正行 今井雅美            | 徳永竜志                          |
| File 3  | 天使と破壊神           | 玉井☆豪  | 阿部雅司          | 阿部雅司          | 池田広明、久松沙紀 松岡秀明、滝川和男                                                      | 渡辺浩二 甲田正行 今井雅美            | 三宮昌太 神戸洋行                 |
| File 4  | 再びのミュトス         | 千葉克彦 | 丸尾そうすけ      | 畠山茂樹          | 津熊健徳、仁井宏隆                                                                         | 渡辺浩二 甲田正行 今井雅美            | 斎藤久                            |
| File 5  | 利するは誰か           | 大西信介 | 大石康之          | 大石康之          | 森下勇輝、久松沙紀、山崎展義 藤井裕子、宇津木勇                                            | 渡辺浩二 甲田正行 今井雅美            | -                                 |
| File 6  | 逆襲のルドラ           | 荒川稔久 | なかの★陽         | 守田芸成          | 小野晃、服部憲知 山根まさひろ（ルドラ）                                                    | 今井雅美                              | 松岡英明                          |
| File 7  | 絶対ピーピング宣言     | 玉井☆豪  | 下司泰弘          | 下司泰弘          | 滝川和男、青木真理子、棚澤香織                                                             | 渡辺浩二                              | 神戸洋行 徳永竜志 三宮昌太        |
| File 8  | 異邦人は風のなか       | 大西信介 | 福島利規          | 安藤貴史          | 谷口繁則、今泉竜太 野村美織、渡辺一平太 中原清隆(メカ)、芳山優(メカ)                       | 甲田正行                              | -                                 |
| File 9  | 第八係 出撃せず        | 千葉克彦 | 須永司            | 阿部雅司          | 中野彰子、後藤孝宏、菊永智英 中原清隆(メカ)、芳山優(メカ)                                  | 今井雅美                              | 神戸洋行 斎藤久                   |
| File 10 | 訣別の宴               | 荒川稔久 | なかの★陽         | 岡村正浩          | 飯飼一幸、永野孝明、桑原良介 久松沙紀、松岡英明 福井麻記、武見一輝                         | 渡辺浩二                              | -                                 |
| File 11 | 偶像の夢               | 荒木憲一 | 小林彩 秋田谷典昭 | 小林彩 秋田谷典昭 | 飯田清貴、山崎展義、久松沙紀 山根まさひろ、森下勇輝、滝川和男                              | 甲田正行                              | -                                 |
| File 12 | 素晴らしき日常         | 荒川稔久 | 谷口悟朗          | 本間修            | 青木真理子、鎌田均、山崎展義 久松沙紀、山根まさひろ、松岡英明 滝川和男、渡辺浩二、甲田正行 | 今井雅美                              | 斎藤久 神戸洋行 徳永竜志 三宮昌太 |

## メディア

### 放送
| 放送期間                | 放送時間                     | 放送局     | 対象地域 | 備考   |
| ----------------------- | ---------------------------- | ---------- | -------- | ------ |
| 2016年1月7日 - 3月24日  | 木曜 22:00 - 22:30           | TOKYO MX   | 東京都   |        |
| 2016年1月8日 - 3月25日  | 金曜 0:30 - 1:00（木曜深夜） | サンテレビ | 兵庫県   |        |
|                         | 金曜 1:00 - 1:30（木曜深夜） | KBS京都    | 京都府   |        |
|                         | 金曜 2:35 - 3:05（木曜深夜） | テレビ愛知 | 愛知県   |        |
| 2016年1月11日 - 3月28日 | 月曜 0:30 - 1:00（日曜深夜） | BS日テレ   | 日本全域 | BS放送 |

| 配信期間                                                         | 配信時間                                                                   | 配信サイト         | 備考                          |
| ---------------------------------------------------------------- | -------------------------------------------------------------------------- | ------------------ | ----------------------------- |
| 2016年1月18日 - 2月1日（第3話まで） 2月7日 - 4月3日（第4話以降） | 月曜 23:00 - 23:30 （第3話まで） 日曜 0:30 - 1:00（土曜深夜）（第4話以降） | ニコニコ生放送     |                               |
|                                                                  | 月曜 23:30 更新 （第3話まで） 日曜 1:00（土曜深夜） 更新（第4話以降）      | ニコニコチャンネル | 第1話無料、第2話以降1週間無料 |

| 放送期間                | 放送時間                     | 放送局     | 対象地域 | 備考   |
| ----------------------- | ---------------------------- | ---------- | -------- | ------ |
| 2016年7月11日 - 9月26日 | 月曜 0:30 - 1:00（日曜深夜） | BS日テレ   | 日本全域 | BS放送 |
| 2016年7月12日 - 9月27日 | 火曜 0:30 - 1:00（月曜深夜） | TOKYO MX   | 東京都   |        |
|                         | 火曜 1:00 - 1:30（月曜深夜） | サンテレビ | 兵庫県   |        |
|                         |                              | KBS京都    | 京都府   |        |
|                         | 火曜 3:05 - 3:35（月曜深夜） | テレビ愛知 | 愛知県   |        |

### BD / DVD
| 巻 | 発売日        | 収録話         | 規格品番 | 規格品番   |
| 巻 | 発売日        | 収録話         | BD       | DVD        |
| -- | ------------- | -------------- | -------- | ---------- |
| 1  | 2016年3月23日 | 第1話 - 第4話  | VTZF-71  | VTBF-174/5 |
| 2  | 2016年5月18日 | 第5話 - 第8話  | VTZF-72  | VTBF-176/7 |
| 3  | 2016年6月22日 | 第9話 - 第12話 | VTZF-73  | VTBF-178/9 |

| 巻 | 発売日         | 収録話         | 規格品番 | 規格品番   |
| 巻 | 発売日         | 収録話         | BD       | DVD        |
| -- | -------------- | -------------- | -------- | ---------- |
| 1  | 2016年9月21日  | 第1話 - 第4話  | VTZF-74  | VTBF-180/1 |
| 2  | 2016年11月23日 | 第5話 - 第8話  | VTZF-75  | VTBF-182/3 |
| 3  | 2016年12月21日 | 第9話 - 第12話 | VTZF-76  | VTBF-184/5 |

### Webラジオ
『アクティヴレイドRADIO』のタイトルで2016年3月7日から3月28日まで音泉にて配信された。全4回。毎週月曜に更新。パーソナリティは、小澤亜李（花咲里あさみ 役）、石上静香（星宮はるか 役）、相坂優歌（山吹陽 役）による女性キャスト版（第1回、第3回）と、島﨑信長（黒騎猛 役）、花江夏樹（ミュトス 役）による男性キャスト版（第2回、第4回）とに分かれて配信された。第4回は櫻井孝宏（瀬名颯一郎 役）がゲスト出演した。アニメ第2期のBlu-ray 第3巻に「アクティヴレイドRADIO番外編〜女子チーム〜（パーソナリティ：小澤亜李、石上静香）」「アクティヴレイドRADIO番外編〜男子チーム〜（パーソナリティ：島﨑信長、櫻井孝宏）」が特典CDとして封入され、限定復活した。

### ゲーム・アプリ
めざましマネージャーLiko
2016年1月4日よりサービス提供が開始されたAndroid専用アプリ。本作のキャラクターであるLikoが、ユーザーの起床やスケジュールの管理を補助するという趣旨になっている。Live2Dによるキャラクターモーションと、音声合成技術が採用されている。
スーパーロボット大戦DD
2019年8月よりサービス提供が開始されているiOS / Android用ゲームアプリ。2023年7月より、本作のキャラクター・メカニックが登場する。

### 漫画
『少年ジャンプ+』（集英社）にて、2016年1月7日より7月28日まで連載。作画は植田耕平。
物語のうちFile0 - File7はテレビアニメ版に準拠（第1話 - 第2話に相当）しているが、スリ子を確保した黒騎が走行中の機動強襲指揮車両に飛び移る、はるかが決裁の交渉を担当して「快諾」してもらう、黒騎にいきなり射出されて立腹した瀬名が現場判断を優先して即座に発砲する、ファインファミリアが初期設定では攻撃行動を選択できないようにセーフティロックされている、ミュトスがファインファミリアのセーフティロックの解除作業をジャミングで妨害してから解除する、ファインファミリアが一蹴吶喊イオタを用いた直後に強制解除を迎えてあさみが悲鳴を上げるなど、細部が改変されている。
番外編のFile7.5を挟んでFile8からは漫画オリジナル展開となっており、テレビアニメ版より早くダイハチに馴染んだあさみが、その解体を目論む上層部に弱みを握られて板挟みに陥っていく。

### 小説
『ジャンプ ジェイ ブックス』（集英社）にて、2016年7月4日に発売。著者は山本カズヨシ。オリジナルエピソードが主である。